# Ray Phiri

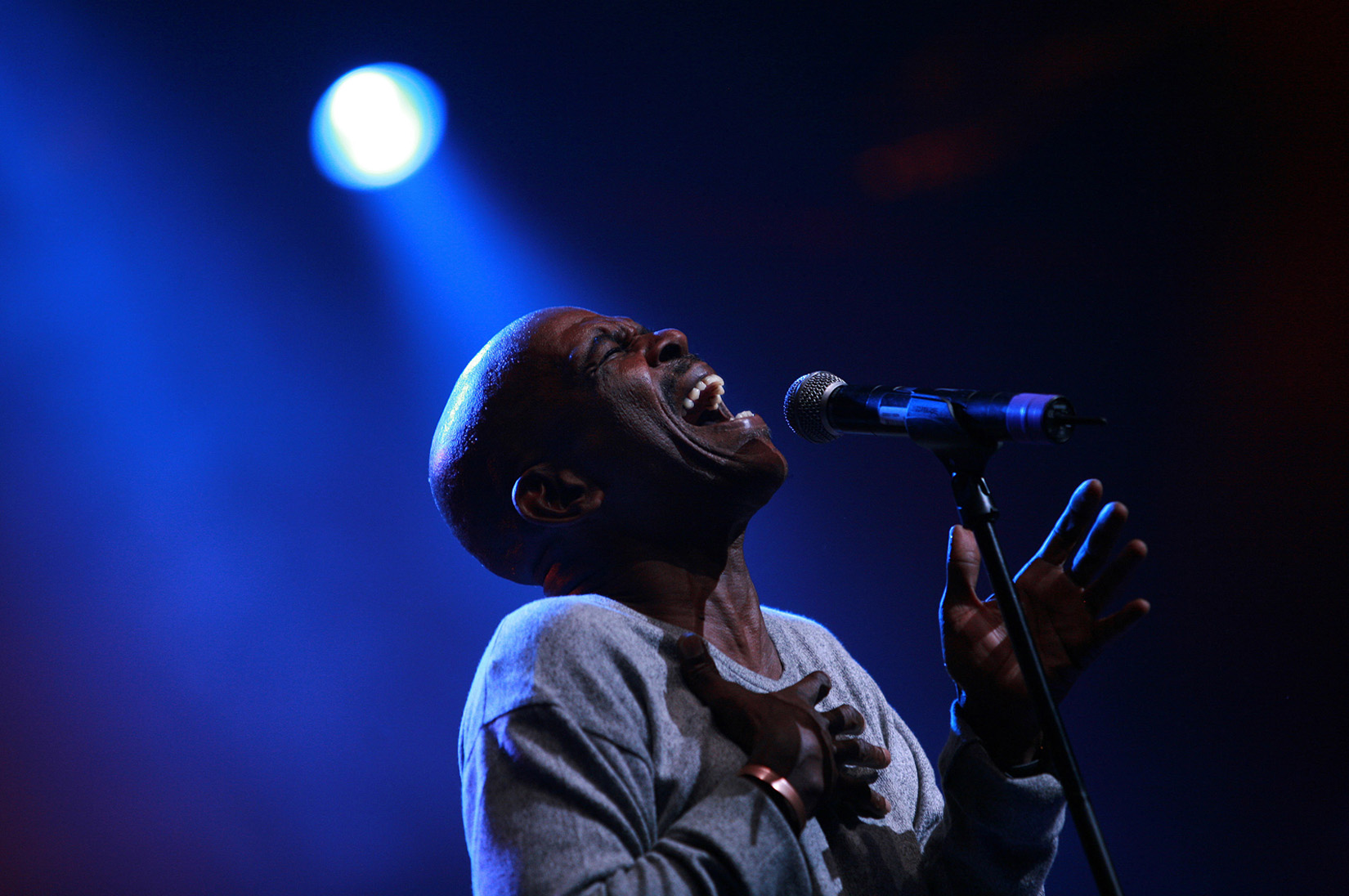
Ray Phiri (2007)

Raymond Chikapa Enock Phiri (Hermansberg bij Mbombela, 23 maart 1947 - Mbombela, 12 juli 2017) was een Zuid-Afrikaanse fusion- en mbaqanga-muzikant, hij was zanger en speelde gitaar.
Phiri, wiens uit Malawi stammende vader eveneens gitarist was, speelde sinds 1962 gitaar. In de jaren 70 was hij een van de oprichters van de Cannibals, waarin hij tot de opheffing in 1981 actief was. Hij begon toen de groep Stimela, waarmee hij veel succes had. Hij werd internationaal bekend door zijn samenwerking met Paul Simon in diens Graceland-project en de plaat erna, The Rhythm of the Saints. Hij was ook muzikant bij de aansluitende concerten, waaronder het gratis concert in Central Park, in 1991. In 1992 kwam hij met zijn soloalbum People Don’t Talk so Let’s Talk.
In 2006 richtte Phiri de muziekschool Ray Phiri Arts Institute in KaNyamazane bij Nelspruit op, het huidige Mbombela. In 2011 kreeg hij de Order of Ikhamanga (zilver). Hij overleed in 2017 aan de gevolgen van longkanker.